# 부영공원
부영공원(富榮公園)은 2002년에 만들어진 인천광역시 부평구에 있는 공원이다.
주변에 생활, 주거, 교육 시설이 밀집되어 있어 공원으로서 입지가 좋다. 공원은 옛날에 주한 미군의 군영인 캠프 마켓으로 쓰였던 영향으로 야구 경기가 자주 열렸다. 지금도 공원 내의 야구장과 잔디 축구장이 잘 보존되어 있으며, 매주 주말마다 인천 지역의 사회인 야구팀들이 부영공원 야구장에서 자주 경기를 치르고 있다.

## 환경
한편 이곳에는 맹꽁이가 많이 서식한다고 알려져 있으나, 토양 오염 등의 문제가 불거져 있다. 그리고 문화재 조사를 위해서 2014년 8월 4일부터 전면적으로 폐쇄되었다.

## 같이 보기
- 부평공원
- 캠프기지